# Villefranche-sur-Saône
Villefranche-sur-Saône é uma comuna francesa na região administrativa de Auvérnia-Ródano-Alpes, no departamento de Ródano. Estende-se por uma área de 9,48 km². Em 2010 a comuna tinha 36 711 habitantes (densidade: 3 872,5 hab./km²).